# Краусс, Андрей Фердинанд Кондратьевич
Андрей Фердинанд Кондратьевич Краусс (28 сентября 1859 — после 1911) — киевский архитектор, техник.

## Реализованные проекты
- Доходный дом М. Видмунта (ул. Антоновича, № № 14 и 14-Б)
- Жилой дом (ул. Антоновича, 32)
- Гостиница «Пале-Рояль» и доходный дом М. Аристархова (ул. Бассейная, № 1/2)
- Гостиница «Орион» на углу ул. Бассейной и ул. Большой Васильковской № 1-3
- Доходный дом Л. Уманской (ул. Бассейная, № 15)
- Усадьба (ул. Большая Васильковская, № № 10 и 10-Б)
- Усадьба (ул. Большая Васильковская, № № 17 и 17-Б)
- Усадьба (ул. Большая Васильковская, № № 32-А и 32-Б)
- Усадьба (ул. Большая Васильковская, № № 38 и 38-Б)
- Жилые дома (ул. Большая Васильковская, № № 41, 44, 56, 60/5 и 66-68)
- Дом инженера-технолога И. Добровольского (ул. Бульварно-Кудрявская, 16)
- Жилой дом купца П. Оскерка (ул. Владимирская, № 41/27)
- Жилой дом (ул. Олеся Гончара, 90/92)
- Усадьба Б. С. Миллера (ул. Жилянская, № 38)
- Жилой дом Е. Иваницкого (ул. Золотоворотская, № 6)
- Жилой дом 3. Бейтгилеля (ул. Кирилловская, № 2/9)
- Особняк А. Савицкого (ул. Круглоуниверситетская, № 10)
- Доходный дом В. Данилевича (ул. Кудрявская, № 10)
- Особняк Е. Свешников (ул. Лабораторная, № 7)
- Особняк А. Малишевский (ул. Леонтовича, № 4)
- Особняк М. Закса (ул. Липская, № 4)
- Жилые дома (ул. Малая Житомирская, № № 17 и 19)
- Жилые дома (ул. Михайловская, № № 6-Б, 11, 16-А)
- Усадьба (ул. Михайловская, № № 22-А и 22-Б)
- Жилой дом (ул. Московская, № 5)
- Усадьба (Музейный переулок, № № 2-А, 2-Б, 2-В, 2-Г и 2-Д)
- Доходный дом К.Смирновой (пер.Никольский, №7)
- Доходный дом М. Михайлова (ул. Пушкинская, № 8)
- Доходный дом Паренс (ул. Рейтарская, № 8/5-А)
- Доходный дом Е. Кистенев (ул. Рейтарская, № 25)
- Усадьба (ул. Рейтарская, № № 19-А и 19-Б)
- Доходный дом Л. Бендерского (ул. Шота Руставели, № № 22 и 22-В)
- Доходный дом Розенталя (ул. Шота Руставели, № № 30 и 30-Б)
- Усадьба (ул. Шота Руставели, № № 38, 38-Б, 38-В)
- Жилые дома (ул. Шота Руставели, № № 32 и 36)
- Жилые дома (ул. Саксаганского, № № 5, 28, 81, 93-Б и 147/5)
- Усадьба (ул. Саксаганского, № № 15 и 15-Б)
- Усадьба (ул. Саксаганского, № № 43 и 43-Б)
- Подоходный комплекс (ул. Саксаганского, № № 44, 44-Б и 44-Е)
- Усадьба (ул. Саксаганского, № № 74 и 74-Б)
- Усадьба (ул. Саксаганского, № № 89 и 89-Б)
- Доходный дом Голуба (ул. Саксаганского, № № 112-А и 112-Б)
- Усадьба (ул. Софиевская, № 7)
- Доходный дом Апштейна (ул. Спасская, № 8-А — 8-Б)
- Жилой дом (ул. Тарасовская, № 23-25)
- Усадьба (ул. Льва Толстого, № № 17 и 17-Б)
- Жилой дом (ул. Льва Толстого, № 23/1)
- Особняк Г. Ф. Кащенко (ул. Ивана Франко, № 4)
- Усадьба (ул. Ивана Франко, № № 12-А и 12-Б)
- Жилой дом (ул. Ивана Франко, № 18)
- Гостиница «Эрмитаж» (ул. Богдана Хмельницкого, № № 26 и 26-А)
- Жилой дом (ул. Богдана Хмельницкого, № 27)
- Доходный дом Шампаньера (ул. Богдана Хмельницкого, № № 44, 44-Б и 44-В)
- Доходный дом Покрас (ул. Хорива, № 11-А)
- Усадьба (ул. Крещатик, № 44)
- Усадьба (бул. Тараса Шевченко, № 3)
- Усадьба (переулок Тараса Шевченко, № 13/21-Б)
- Особняк В. Х. Руссиянов (ул. Отто Шмидта, № 33)
- Доходный дом М. Михайлова (ул. Ярославов Вал, № № 16 и 16-Б)
- Жилой дом (ул. Ярославов Вал, № 35)
- Жилой дом (ул. Ярославская, № 5/2-А)
- Доходный дом Брука (ул. Ярославская, № 21)